# The Singles: The First Ten Years
《The Singles: The First Ten Years》는 스웨덴의 팝 그룹 ABBA가 1982년 11월에 발매한 더블 컴필레이션 음반이다.

## 역사
이 음반은 ABBA의 10년간 히트곡을 새로운 노래 "The Day Before You Came"과 "Under Attack"까지 포함해 발매하였다. 1987년에는 캐나다에서 CD로 애틀랜틱 레코드를 통해 발매되었지만, 애틀랜틱의 카탈로그가 만료되면서 판매가 중단되었다.
| 전문가 평가                   | 전문가 평가 |
| 평가 점수                     | 평가 점수   |
| 출처                          | 점수        |
| ----------------------------- | ----------- |
| AllMusic                      | [ 3 ]       |
| Rolling Stone                 | [ 4 ]       |
| 스핀 얼터너티브 레코드 가이드 | 10/10       |

## 트랙 리스트
1. "Ring Ring" – 3:04
2. "Waterloo" - 2:42
3. "So Long" – 3:05
4. "I Do, I Do, I Do, I Do, I Do" – 3:16
5. "SOS" – 3:22
6. "Mamma Mia" – 3:31
7. "Fernando" – 4:12
8. "Dancing Queen" – 3:50
9. "Money, Money, Money" – 3:06
10. "Knowing Me, Knowing You" – 4:02
11. "The Name of the Game" – 4:53
12. "Take a Chance on Me" – 4:06
13. "Summer Night City" – 3:34
14. "Chiquitita" – 5:26
15. "Does Your Mother Know" – 3:14
16. "Voulez-Vous" – 5:08
17. "Gimme! Gimme! Gimme! (A Man After Midnight)" – 4:49
18. "I Have a Dream" – 4:44
19. "The Winner Takes It All" – 4:55
20. "Super Trouper" – 4:13
21. "One of Us" – 3:55
22. "The Day Before You Came" – 5:50
23. "Under Attack" – 3:47

## 크레딧
ABBA
- 앙네타 펠트스코그 - 리드 보컬 (5, 12, 14, 17, 19, 21, 22, 23), 공동 리드 보컬 (1, 2, 3, 4, 6, 8, 11, 13, 15, 16), 백 보컬
- 안니프리드 륑스타 - 리드 보컬 (7, 9, 10, 18, 20), 공동 리드 보컬 (1, 2, 3, 4, 6, 8, 11, 13, 15, 16), 백 보컬
- 비에른 울바에우스 - 스틸스트링, 어쿠스틱기타, 리드 보컬 (13, 15), 백 보컬
- 베뉘 안데르손 - 신시사이저, 키보드, 백 보컬

추가 크레딧
- 울프 안데르손 - 색소폰
- 올라 브룬커트 - 드럼
- 라르스 칼손 - 호른
- 크리스테르 에클룬드 - 색소폰
- 말란도 가사마 - 퍼커션
- 안데르스 글렌마르크 - 기타
- 루트게르 군나르손 - 베이스
- 로게르 팔름 - 드럼
- 얀네 샤페르 - 기타
- 오케 순드크비스트 - 퍼커션
- 마이크 왓슨 - 베이스
- 라세 벨란데르 - 기타

프로듀싱
- 베뉘 안데르손 - 프로듀싱, 편곡가
- 비에른 울바에우스 - 프로듀싱, 편곡가
- 마이클 트레토 - 엔지니어

## 차트와 인증
| 차트 (1982)                            | 최고 순위 |
| -------------------------------------- | --------- |
| 오스트레일리아 음반 (켄트 뮤직 리포트) | 18        |
| 벨기에                                 | 1         |
| 네덜란드 앨범 (메하하르츠)             | 5         |
| 프랑스                                 | 6         |
| 독일 앨범 (미디어 컨트롤)              | 5         |
| 뉴질랜드 앨범 (레코디드 뮤직 NZ)       | 5         |
| 노르웨이 앨범 (VG-리스타)              | 33        |
| 남아프리카 공화국                      | 1         |
| 스웨덴 앨범 (스베리예토프리스탄)       | 29        |
| 스위스                                 | 4         |
| 영국 음반 (OCC)                        | 1         |
| 미국 빌보드 200                        | 62        |

| 국가                       | 인증     | 판매량/출하량 |
| -------------------------- | -------- | ------------- |
| 독일 (BVMI)                | 골드     | 250,000^      |
| 영국 (BPI)                 | 플래티넘 | 300,000^      |
| ^출하량을 기반으로 한 인증 |          |               |